# Emil-Riedel-Straße 17

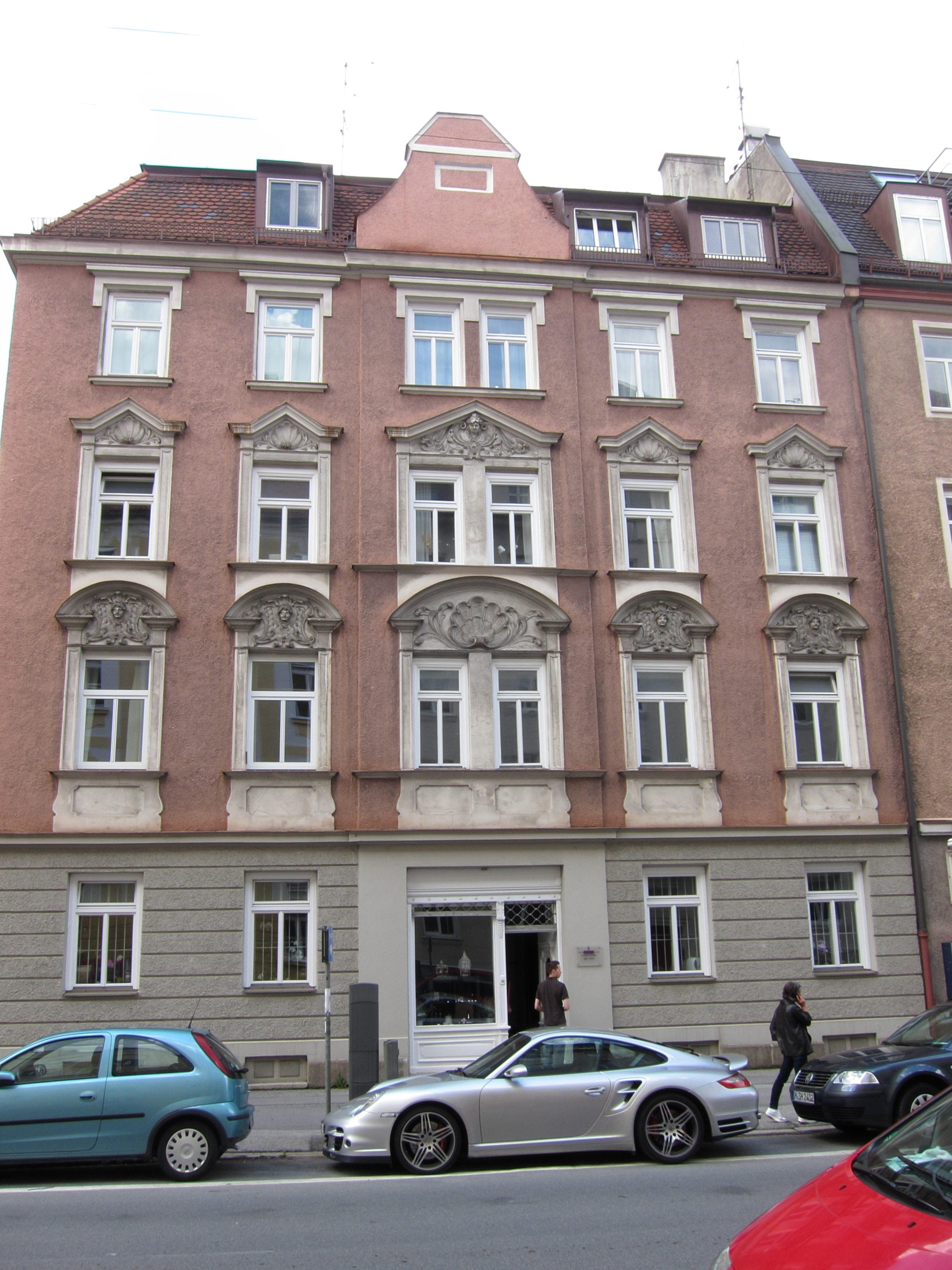
Emil-Riedel-Straße 17

Das Haus Emil-Riedel-Straße 17 ist ein viergeschossiges Mietshaus im Stadtteil Lehel der bayerischen Landeshauptstadt München. Das Gebäude im Neubarock wurde in den Jahren 1895/96 nach Plänen von Josef Paul errichtet. Das Gebäude ist ein geschütztes Baudenkmal und in die Bayerische Denkmalliste eingetragen.
Das Gebäude ist Teil der Blockrandbebauung der Westseite der Emil-Riedel-Straße, an der südlichen Seite ist es baulich mit dem Haus Riedlstraße 2 verbunden, an der nördlichen Seite mit dem Haus Dianastraße 1. Die straßenseitige Fassade wird bestimmt von einem mittigen Ziergiebel, nach oben schließt es mit einem Walmdach ab.